# Præstø Fjord Syd
Præstø Fjord Syd er et fredet naturområde der ligger ved den sydlige udmunding af Præstø Fjord i Vordingborg Kommune. Området omfatter Roneklinten, strandengene og Maderne er et storslået landskab over for Præstø Fed og ud over Fakse Bugt i Østersøen. Maderne er en del af Præstø Fjord Vildtreservat og en meget vigtig fuglelokalitet.

## Landskabet
Præstø Fed danner sammen med Roneklint en snæver passage, Fjordgabet, ind til Præstø Fjord, hvilket er med til den lave vandudskiftning i fjorden. Selve fjorden er en forholdsvis lavbundet fjord, hvor især den sydlige del ved Maderne med langstrakte strandenge næsten fra Præstø By til Roneklint giver gode vilkår for fuglelivet.
Maderne er en barrieredannelse, der i øst består af en ca. 3 m høj vegetationsdækket ryg, mens den vestlige del er en bredere, lavtliggende strandeng. I læ bag Maderne findes et lille nor.

## Plantelivet
Fredningerne syd for Præstø Fjord er primært landbrugsjord, skov og strandenge. Ved Bøndernes Egehoved er fredet en lang række gamle egetræer og her findes også gamle krat med bl.a. avnbøg, skovæble, tjørn, vilde roser, navr, bøg og eg. Ved Ambæk Bæks udløb i fjorden er der en flot bestand af majgøgeurt.
På strandengene vokser en lang række sjældne eller opmærksomhedskrævende planter som lancetbladet høgeurt, lav tidsel, bredbladet timian, vild selleri, strandrødtop, engklaseskærm, samel, soløjealant og strandsiv.

## Dyrelivet
Maderne er en vigtig ynglelokalitet for en lang række ande- og vadefugle.
Ved Roneklint er der mulighed for både forår og efterår at se træk af rovfugle og småfugle ad deres trækrute fra Stevns og Falsterbo. Også danske havørne fra Even Sø ses fouragere i den sydlige del af Præstø Fjord.
På strandengene kan man se tuer af gul engmyre, som er en myre, man ikke ser meget til, da dens levevis næsten er totalt underjordisk. Kun sidst på sommeren åbner den sine tuer for at slippe hanner og unge dronninger ud i det fri, så de kan parre sig. Disse myrer lever af honningdug, som de får fra bladlus, som de holder på græsrødder i tuen.
I Bøndernes Egehoved er der mange løvfrøer i flere vandhuller og der foretages naturpleje for at sikre disse vandhuller. Faktisk er bestanden her en af de sidst oprindelige af den sjællandske bestand. Løvfrøen er meget grøn og sidder på blade af brombær, så kig godt efter frøen en varm sommerdag om formiddagen og sen eftermiddag, hvor den er fremme.

## Kulturhistorie
Præstø er især kendt for gøngehøvdingen Svend Gønges bedrifter i krigen mod Sverige i 1658-59. Sammen med sine folk, Snaphanerne, tilføjede han fjenden svære tab. Ifølge overleveringen var det mellem Maderne og Roneklint, at Ib, Gøngehøvdingens ven og næstkommanderende, lokkede de svenske dragoner ud på isen, som brast under dem! (hvor det faktisk skete er der vist lidt tvivl om).
Ved Roneklint Fyr (tidl. har der været tre fyr med hver deres faste lys) ligger Roneklint Skanse. Sammen med batteriet ved Strandegaard blev Præstø Bugt forsvaret ved hjælp af store 18 punds kanoner, der havde en rækkevidde på op til to km. Efter englændernes bombardement af København i 1807 og bortførelsen af den danske flåde, var de danske sø- og handelsveje udfordret af englænderne, der mere eller mindre bestemte godstransporten til vands. Danmark opførte derfor flere hundrede batterier, der skulle beskytte handelsskibene – og Roneklint Batteri er et af disse batterier.

## Fredning og naturbeskyttelse
Fredningen består af fire mindre fredninger: Bøgedals Gård, 1968 Strandgården, 1963 Skippergården, 1963 Nysø (Bøndernes Egehoved), 1926
Disse fire fredninger fra Præstø By mod Roneklint er primært for at hindre udstykning af landbrugsjorde og dermed ødelægge den storslået udsigt over fjorden til Præstø Fed.
Området indgår i Natura 2000-område 168 Havet og kysten mellem Præstø Fjord og Grønsundet og er både fuglebeskyttelsesområde, et EF-habitatområde og Ramsarområde.